# Llengua fenícia
La llengua fenícia, actualment extingida, és un idioma de la branca occidental de les llengües semítiques que es parlava a Fenícia, la zona del llevant mediterrani (Líban, Palestina-Israel, Malta i Síria), entre els segles XI aC i II dC. La seva importància està lligada a la civilització dels fenicis, que van fundar nombroses colònies, i en la vigència del seu alfabet en descendent com l'alfabet grec.
A Orient, el fenici va resistir l'expansió de l'arameu a Palestina més que cap altra llengua de la regió a causa del seu gran ús en el comerç amb les colònies de Cartago. Lingüísticament, és una llengua molt propera a l'hebreu antic i amorreu, probablement hi havia un bon grau d'intel·ligibilitat entre totes dues llengües. De fet, l'alfabet hebreu consta precisament dels mateixos 22 grafemes consonàntics que foren presos directament de l'alfabet fenici. Freqüentment, es reserva el terme púnic per designar les varietats occidentals de fenici del segle iv aC al final del període.
El fenici només es coneix actualment per una sèrie d'inscripcions breus i uniformes de caràcter oficial i religiós, i glosses ocasionals de llibres escrits en altres idiomes. Autors romans, com Sal·lusti, al·ludeixen a certs llibres escrits en púnic, però cap no n'ha arribat a l'actualitat, tret d'algunes traduccions (Tractat de Magó), o en fragments (obres de Plaute). Els Cippi de Melgart, descoberts a Malta el 1694, estaven escrits en dues llengües: grec antic i púnic. Aquest fet va permetre a l'erudit francès Abbé Barthelemy de desxifrar i reconstruir l'alfabet cartaginès.

## Aspectes històrics, socials i culturals

### Etimologia
El nom ètnic que es donaven els fenicis a si mateixos era 𐤊𐤍𐤏𐤍𐤉, kenaʿani, o 𐤁𐤍 𐤊𐤍𐤏𐤍, bin kenaʿan, ‘fills de Canaan’, i coincideix amb el poble cananeu citat a la Bíblia. Com a sinònim, empraven també l'etnònim 𐤐𐤍𐤉𐤌, pōnīm, que deriva del topònim 𐤐𐤕, Pūt, que s'aplicava a la franja litoral de Canaan, és a dir, Fenícia. D'aquí deriven les formes 𐤃𐤁𐤓𐤉𐤌 𐤊𐤍𐤏𐤍𐤉𐤌, dabarīm kanaʿnīm, i 𐤃𐤁𐤓𐤉𐤌 𐤐𐤍𐤉𐤌, dabarīm pōnīm, literalment, ‘paraules fenícies', que és com anomenaven al fenici. Els grecs els anomenaven Φοίνικες, Phoínikes, ‘vermells', possiblement pels preuats tints de color vermell amb què comerciaven. De pōnīm derivarien també les formes llatines poenus i punicus.

### Història

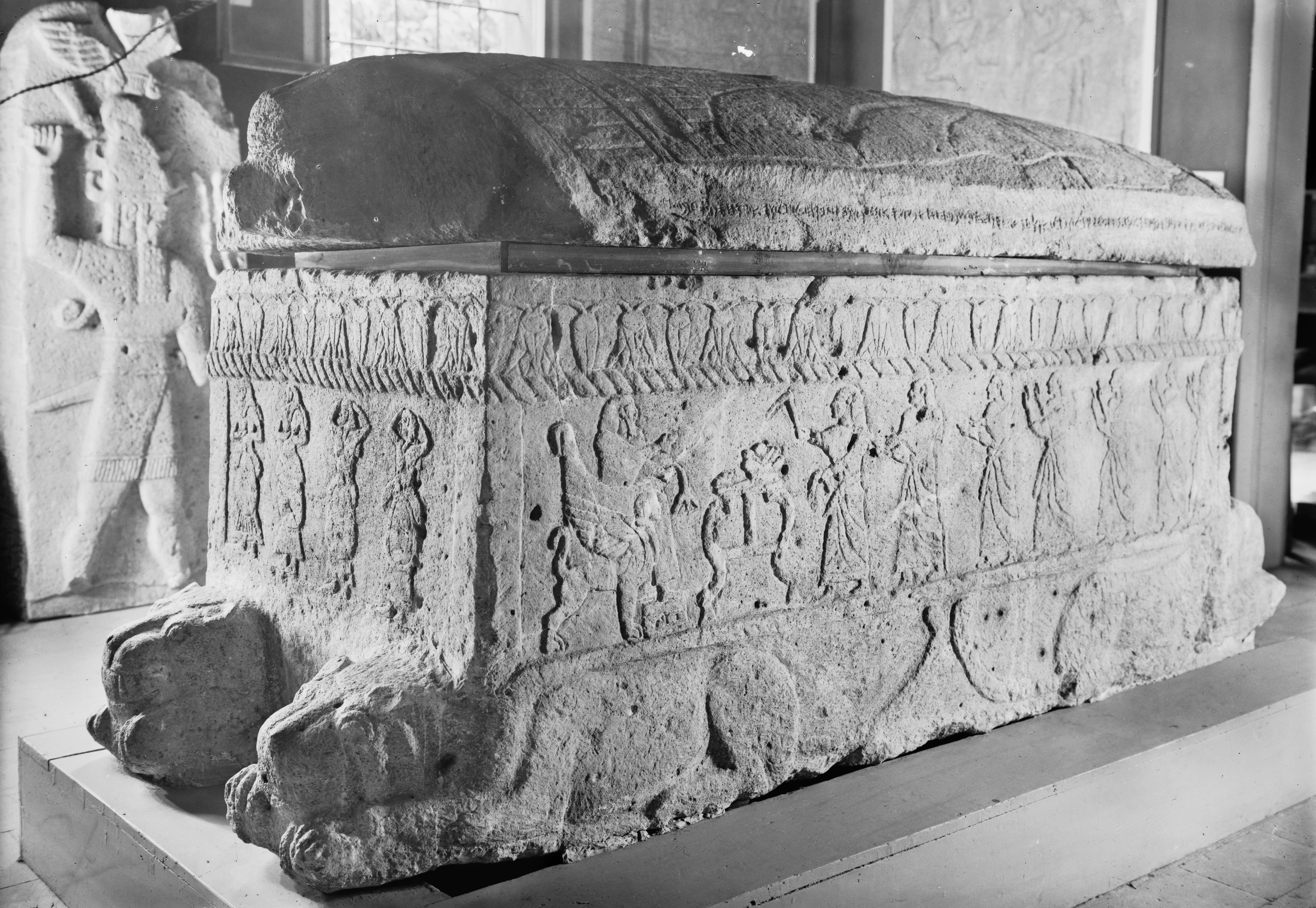
Al sarcòfag del rei Ahiram de Biblos, datat al voltant del segle XI aC, s'hi trobà la inscripció més antiga feta en caràcters fenicis

El fenici (kanaʿnīm o pōnīm) és testimoniat més o menys des del segle XI aC i no es deixà de parlar totalment abans del segle vi. Originàriament, el dialecte d'una petita regió de Canaan, Pūt (la franja litoral al voltant de Tir i Sidó), envers el segle x aC, emergí com una llengua de prestigi a causa de l'hegemonia comercial i política de Tir i Sidó. Des d'aquí, el fenici arribà a finals del segon mil·lenni a Sardenya i a començaments del primer mil·lenni a Xipre, on aparegueren nombrosos regnes fenicis no gaire grans, destacant-ne sobretot la ciutat estat de Kítion. Entre els segles ix i VIII aC, el fenici esdevingué una lingua franca a Orient Pròxim. Tanmateix, la presència fou major i més duradora a Occident, estenent-se cap al Marroc i al sud-oest de la península Ibèrica. Amb l'auge de Cartago al segle v aC, el fenici esdevingué una llengua de prestigi a la Mediterrània, competint amb el llatí i amb el grec. Se sap que durant aquella època es traduïren obres de la literatura grega al fenici, tot i que amb prou feines n'han quedat fragments. De la literatura fenícia, no n'ha quedat res més que unes poques inscripcions i monedes, fragments de la història de Sancuniató, la traducció al grec del viatge d'Hannó el Navegant i el text de Poenulus de Plaute.
Com qualsevulla llengua difosa en un territori extens, el fenici sempre inclogué una gran quantitat de dialectes, divergents en major o menor grau del fenici estàndard, que en primera instància es considera el de Tir i Sidó i, més endavant, el de Cartago, sota la denominació convencional de púnic. Al llarg de tot el període en què es parlà el fenici, la llengua experimentà, com és natural, un canvi lingüístic notable. Els canvis fonètics són els més recognoscibles en les inscripcions perquè deixen un reflex clar en l'ortografia.

#### Del fenici al púnic

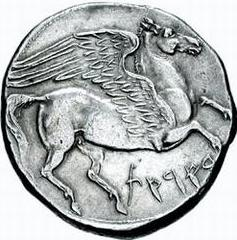
Moneda cartaginesa de la Primera Guerra púnica. Hi apareixen un cavall alat i una inscripció

Púnic és el nom que rep la variant occidental del fenici, parlada a partir del segle iv aC a Cartago i a la seva zona d'influència. Tot i que alguns dels trets que es consideren tradicionalment típics del púnic ja apareixen en inscripcions del Líban, fou posteriorment quan arribaren a desenvolupar-se per complet. Els més significatius són:
- Afebliment de guturals: en les inscripcions púniques de Cartago, potser a causa del substrat amazic, s'observa que algunes guturals pateixen afebliment, així: mlʔkt > mlkt ('obra, treball'); šmʕ > šm ('ell va sentir'). En l'epigrafia grega, queda testimoniada aquesta darrera paraula com a σάμω).
- Retenció d'aspirades: els fonemes /ħ, h/, tots dos transcrits <h> en llatí, persistiren fins a relativament tard, tal com queda mostrat en les formes llatines: Hannibal, Maharbal o Carthago, tot i que en púnic tardà apareix ja Øannibal.
- Confusió de les emfàtiques i no emfàtiques: apareix la innovació mls en comptes de la forma antiga mlṣ ('interpretar'); s ('aquest'), st ('aquesta') en comptes de z, zt; mšl en comptes de mzl ('destí').
- Caiguda de consonants finals: en púnic tardà, alguns sons alveolars /t, d, l/ poden caure a final de paraula o de síl·laba: h-mlkt > himilcō ('fill de la reina'); mlk.ʔmr = molkhomor > mochomor.
- Elisió de /y-/ inicial: la consonant /y/ pateix elisió a començament de paraula: mlk.ytn > mlk.tn ('el rei déu'). Entre vocals /y/ s'elideix des d'època antiga.
- Simplificació de grups consonàntics: en púnic tardà, s'observa una tendència a reduir grups consonàntics complicats, bé introduint vocals epentètiques i anaptítiques, o bé eliminant algunes consonants com en el nom propi ʔAbdmilkqart > bodmilqart > bodmilqar > bonqar; o en el nom de la ciutat de Cartago: Qart hadašt ('ciutat nova') > Qart hadō 'Carthago' (> Qart hadō + -nion > Qar hadō > grec Καρχηδῶν).

#### Desaparició
Sota l'Imperi Romà, el púnic encara tenia força vitalitat: si bé les darreres inscripcions a Palestina daten del segle ii, a l'àrea cartaginesa queden registrats escrits fins al segle iv. A més a més, se sap per autors com Procopi o Agustí d'Hipona que encara al segle v i al VI era la llengua dels camperols de Tunísia. Potser va sobreviure a la conquesta musulmana: segons el geògraf al-Bakrí, a la ciutat de Sirte (a l'actual Líbia), habitava un poble que parlava una llengua que no era ni amazic ni llatí ni copte, per això es creu que en aquella regió l'ús del fenici continuà més enllà de la constància escrita. Tot plegat, és possible que els púnics s'arabitzessin més fàcilment a causa de les semblances entre llur llengua i l'àrab, també una llengua semítica.

#### Supervivència i influències
El fenici va sobreviure indirectament, com va ser la base l'alfabet grec, segons Maria Josep Estanyol, que ha editat l'únic diccionari fenici que existeix, «és la llengua mare del Mediterrani, almenys la llengua alfabètica». L'antic alfabet libicoberber continua en ús avui dia, tot i que de manera irregular, en els grups de amazics moderns, com els tuareg, i se'l coneix pel nom de tifinaġ, possiblement derivat del púnic amb l'addició de t-, l'article femení amazic. Dat i fet, es debat la derivació directa d'un sistema d'escriptura a l'altre, ja que tots dos són considerablement diferents.
Quant a la llengua, alguns préstecs del púnic continuen en ús en els dialectes amazics moderns. Un exemple és agadir ('muralla'), provinent del fenici 𐤂𐤃𐤓 (gader), terme del qual deriva el nom de l'actual Cadis. Potser la influència més important del púnic és el nom d'Hispània, que sembla derivat del terme 𐤀𐤉𐤎𐤐𐤍𐤉 (yspny), que s'ha interpretat, ja des d'època clàssica, com ʾy-spn-y, significant 'l'illa o península dels damans', per l'abundància de conills. D'altra banda, segons Jesús Luis Cunchillos, en la seva Gramàtica fenícia elemental (2000), l'arrel del terme span és spy, que significa 'forjar o batre metalls'. Així doncs,ʾy-spn-ya seria la 'terra en què es forgen metalls'.

### Distribució geogràfica

Principals rutes comercials fenícies que unien les metròpolis amb les colònies

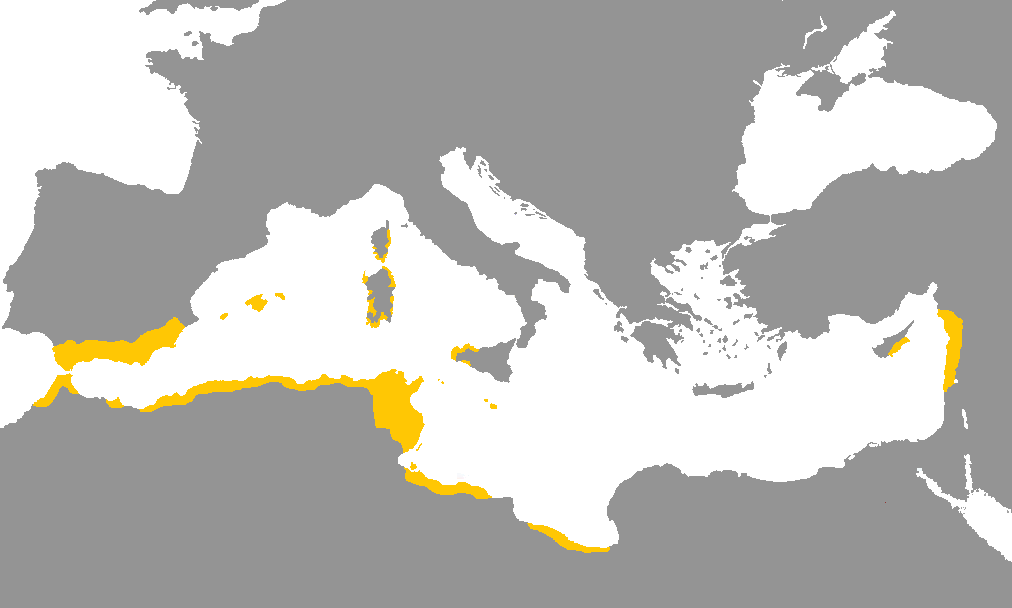
La difusió de la llengua fenícia, representada amb un contorn groc

El fenici és originari de la zona costanera de Canaan, Fenícia, i s'estén originàriament al voltant de Tir i Sidó, a l'actual territori del Líban i a part de Síria. Des d'aquí, el fenici arribà a finals del segle XI aC a Sardenya i a començaments del segle x aC a Xipre. Més endavant, els fenicis colonitzaren gran part de la Mediterrània occidental, portant amb ells la llengua a tot el nord d'Àfrica, Malta, Sicília i a les costes meridionals de la península Ibèrica. El segle v aC, Cartago (a l'actual Tunísia) era ja una potència cultural de llengua púnica i fou a Sirt (a l'actual Líbia) on es té constància per darrer cop de l'ús oral del fenici.

### Dialectologia i variants

#### Dialectes
Per l'essència de les inscripcions que han arribat a l'actualitat, la majoria escrites en un llenguatge formal i cerimoniós, no es pot tenir constància de la llengua real que s'emprava quotidianament en cada lloc. Les formes dialectals locals es poden entreveure, però rarament, només en algunes inscripcions a causa d'un lapsus de l'escrivent. És probable que cada ciutat fenícia tingués el seu propi dialecte, mentre que les inscripcions tendeixen a representar una parla estandarditzada comuna. Tot plegat, és possible de determinar certs dialectes principals:
- Dialectes orientals:
  - Fenici estàndard: la parla original de la regió de Tir i Sidó, i probablement la varietat en què es basen els dialectes occidentals. Deixà d'emprar-se al voltant del segle ii.[12]
  - Bibli: la parla de Biblos, ciutat de la qual es té constància escrita des del segle XIII fins al I aC. No sembla que s'estengués cap a l'oest i està marcat per importants diferències gramaticals, i és el dialecte més semblant a l'hebreu.[12]
  - Xipriota: la parla de Xipre mostra força diferències tant en pronúncia com en gramàtica i vocabulari. Hi ha, àdhuc, indicis de diferències dialectals entre les mateixes ciutats, cosa que pot ser deguda al fet que el tret fenici a l'illa sempre fou petit i forà.[12]
- Púnic: la parla de les colònies occidentals, destacant-ne la de Cartago pel seu paper centralitzador. Des d'aproximadament el segle v aC, continuà evolucionant amb certa independència dels dialectes orientals. Les seves principals divergències, no obstant això, poden ser degudes a la interacció de l'element fenici amb el substrat lingüístic dels pobladors originals: amazics, ibers, etc.[12] Després de caure Cartago, es desenvolupà l'anomenat neopúnic, que ja sense la influència cultural conservadora de la capital ni de les metròpolis fenícies, evolucionà més ràpidament i acusant molts cops influències locals no semítiques.[12]

#### Etapes diacròniques
En l'evolució del fenici poden determinar-se cinc etapes principals, marcades per diferències substancials entre fases més antigues i més modernes de la llengua. De «fenici antic» es qualifica aquell fenici parlat a les costes de Canaan, Xipre i Sardenya entre els segles XI i IX aC, i les principals fonts externes per a la seva interpretació són l'egipci, l'accadi i l'Antic Testament. El «fenici mitjà», ja estès per la Mediterrània, és el que es parlava entre els segles VIII i VI aC, comptant com a principals fonts externes l'accadi i el grec. El «fenici tardà» és el que es parlava a les costes orientals a partir del segle v aC fins a la seva desaparició el segle i o II dC. Paral·lelament, a l'oest es desenvolupà el púnic, que és parlat també des del segle v aC fins a la data simbòlica del 146 aC, de la destrucció de Cartago. El cinquè període, que té lloc només a l'oest, és el «neopúnic», que s'estén des del 146 aC fins ben entrat el segle vi amb la invasió musulmana, i la font externa per a interpretar-lo només és el llatí.

### Literatura
La literatura feniciopúnica està sempre sota un núvol de misteri pels pocs vestigis que se n'han conservat: tot el que en queda és una sèrie d'inscripcions, poques de les quals tenen caràcter netament literari (només alguna narració històrica, poemes, etc.), monedes, fragments de la història de Sancuniató i del Tractat de Magó, la traducció al grec del viatge d'Hannó el Navegant i el text de Poenulus de Plaute. Tanmateix, és un fet constatat que tant a Fenícia com a Cartago hi hagué biblioteques i que els fenicis tingueren una producció literària rica heretada del passat cananeu, de la qual obres com les redactades per Filó Herenni Bibli o Menandre d'Efes en són una part ínfima. Queda constància de la seva vigència almenys fins al segle iv segons els comentaris d'Agustí d'Hipona. Alguns gèneres que se sap que desenvoluparen els fenicis foren l'agronomia, la filosofia, la religió, la història, la poesia, la navegació i la geografia.

## Descripció lingüística

### Fonologia i escriptura
Els parlants fenicis desenvoluparen un sistema d'escriptura alfabètic de mode acrofònic, és a dir, atorgaren un símbol a cada lletra, amb la qual es podia començar una paraula: ʾalp, 'bou', representava /ʾ/; bēt, 'casa', representava /b/, etc. Atès que en fenici, com en la majoria de les llengües semítiques, totes les paraules començaven en consonant, no s'atorgaren tals símbols a les vocals, cosa que marcà clarament l'escriptura fenícia. Això no obstant, les poques divergències ortogràfiques entre totes les inscripcions fenícies fins a l'època neopúnica semblen que indiquen que la fonologia consonàntica estava representada de forma força exacta, almenys en època antiga, tot i que posteriorment no s'adaptà a l'evolució fonètica de la llengua més que parcialment.

#### Fonologia
Consonants
L'ortografia fenícia distingeix només les consonants, a les quals per convenció es donen els valors següents:
|            |            | Labial | Alveolar | Alveolar | Palatal | Velar | Uvular | Faríngia | Glotal |
| Simple     | Emfàtica   | Labial |          |          | Palatal | Velar | Uvular | Faríngia | Glotal |
| ---------- | ---------- | ------ | -------- | -------- | ------- | ----- | ------ | -------- | ------ |
| Nasal      | Nasal      | m      | n        |          |         |       |        |          |        |
| Oclusiva   | Sorda      | p      | t        | tˤ       |         | k     | q      |          | ʔ      |
| Oclusiva   | Sonora     | b      | d        |          |         | ɡ     |        |          |        |
| Fricativa  | Sorda      |        | s        | sˤ       | ʃ       |       |        | ħ        | h      |
| Fricativa  | Sonora     |        | z        |          |         |       |        | ʕ        |        |
| Vibrant    | Vibrant    |        | r        |          |         |       |        |          |        |
| Aproximant | Aproximant |        | l        |          | j       | w     |        |          |        |

Es discuteix el valor original de les sibilants protosemítiques, i en conseqüència el dels seus corresponents en fenici. Una part dels especialistes afirma que ʃ era realment s; s, ts; z, dz i sˤ, tsˤ. D'altres defensen els valors tradicionals de ʃ, s, z i sˤ. El sistema que representa l'abjad és producte de diverses fusions fonètiques: en relació amb el protosemític septentrional, en cananeu *ʃ i *θ es fusionen en *ʃ; *dˤ i *z en *z; i *ṱ, *śˤ i *sˤ en *sˤ. Després, en passar al fenici, les sibilants *ś i *ʃ es fusionen en *ʃ; *χ i *ħ es varen fusionar en ħ; i ʕ i ġ en ʕ. D'altra banda, es discuteix també si els fonemes ʃ i s, clarament distingits en l'ortografia fenícia, no van fusionar-se en fenici clàssic o en púnic tardà. En púnic tardà, les laringals i faríngies semblen haver desaparegut totalment. Cap no n'és fàcilment representable en l'alfabet llatí, però sembla haver-hi evidència del mateix fenomen en texts escrits amb alfabet fenici.
No és clar, doncs, si el feniciopúnic arribà a desenvolupar el procés de lenició de les plosives que va tenir lloc en moltes altres llengües semítiques nord-occidentals (com l'hebreu o l'arameu). La consonant /p/ sembla haver-se transformat en f en púnic, com feu en protoàrab. Certes romanitzacions del púnic tardà inclouen moltes transcripcions «aspirades» com ph, th i kh en diverses posicions (tot i que la seva interpretació no és gens clara), així com la lletra f per a la *p originària.
Vocals
El coneixement del sistema vocàlic fenici és molt imperfecte a causa de les característiques de l'alfabet fenici: durant gran part de la seva existència, l'escriptura fenícia no expressà cap vocal en absolut, i àdhuc després de sorgir els sistemes de notació vocàlica gairebé al final de la seva història, mai no arribaren a aplicar-se sistemàticament als termes natius. Es creu que el fenici tenia les vocals breus /a/, /i/, /u/ i les vocals llargues /aː/, /iː/, /uː/, /eː/, /oː/. Els diftongs protosemítics /aj/ i /aw/ es realitzaven com /eː/ i /oː/, cas que va tenir lloc abans que en hebreu, ja que les vocals llargues resultants no es noten amb signes semivocàlics (bēt, 'casa', s'escrivia 𐤁𐤕, bt en oposició a l'hebreu bíblic בית byt).
El canvi fonètic més notable del fenici és l'anomenada inflexió cananea, que comparteix parcialment amb l'hebreu bíblic, encara que en fenici el fenomen fou més fort. Així doncs, els sons /aː/ i /aw/ del semític nord-occidental no es tancaren en /oː/ com en hebreu tiberià, sinó en /uː/. La /a/ accentuada protosemítica, que donà /aː/ en hebreu tiberià, passà en fenici a /oː/. Aquest fenomen queda provat per les transcripcions llatines i gregues com rūs per a 𐤓𐤀𐤔 'cap' (en hebreu tiberià rōš, ראש) o σαμω samō per a 𐤎𐤌𐤏 'ell va sentir' (en hebreu tiberià šāmāʻ, שמע). D'una manera semblant, se sap per inscripcions gregues que la paraula 𐤏𐤋𐤌 'eternitat' es devia pronunciar ūlōm, corresponent a l'hebreuʿōlām i al protosemíticʿālam. La Y emprada en inscripcions gregues i llatines en escriure paraules com υς, ys, 'que' (relatiu) i yth 'amb', pot denotar una vocal neutra reduïda. Aquesta vocal apareixeria en la síl·laba anterior a la tònica en els verbs, i dues síl·labes abans de la tònica en els substantius i adjectius. mentre que en altres casos, com el chyl o àdhuc chil per a 𐤊𐤋 (kull, 'tot') de l'obra Poenulus, podrien interpretar-se com un pas més en el canvi vocàlic com a resultat d'avançar la [y] i la conseqüent deslabalització de /u/ i /uː/ La vocal breu /*i/ en síl·labes originàriament lliures es va reduir a [e] i més endavant s'allargà en posició tònica.
Suprasegmentals
Si es jutgen els canvis vocàlics que depenen de l'accent, es pot determinar que la majoria de les paraules eren agudes, com en hebreu. Probablement, les vocals llargues apareixien únicament en les síl·labes lliures.